# Misophria pallida
Misophria pallida är en kräftdjursart som beskrevs av Boeck 1864. Misophria pallida ingår i släktet Misophria och familjen Misophriidae. Arten är reproducerande i Sverige. Inga underarter finns listade i Catalogue of Life.